# Killing in the name
«Killing in the name» és una cançó del grup Rage Against the Machine del seu àlbum de debut homònim de 1992. Compta amb riffs de guitarra característics i una lletra que denuncia la brutalitat policial que va patir Rodney King i els posteriors avalots a Los Angeles de 1992.
«Killing in the Name» va ser publicada com el primer senzill de Rage Against the Machine el novembre de 1992 i va arribar al número 25 a la UK Singles Chart. Tom Morello va escriure els riffs i els va enregistrar amb una guitarra Fender Telecaster.

## Història
«Killing in the name» combina elements de hardcore punk i hip-hop, i estilísticament s'ha descrit com a metal alternatiu, rap metal, rap rock, hard rock i nu metal. La cançó augmenta en intensitat, mentre Zack de la Rocha canta la línia Fuck you, I won't do what you say me, incrementant el to lels quatre cops següents i cridant-la enfadat les últimes vuit vegades, culminant amb el crit Motherfucker!. La cançó conté la paraula fuck 16 vegades.
La lletra es va inspirar en la brutalitat policial que va patir Rodney King i els posteriors disturbis de Los Angeles de 1992, i relaciona el racisme policial i el Ku Klux Klan. Segons BBC News, «Killing in the name» critica «el complex militar-industrial que justifica matar en benefici, com diu la cançó, dels blancs escollits».
La coberta del senzill és la fotografia guanyadora del premi Pulitzer de Malcolm Browne de la immolació de Thích Quảng Đức a Saigon el 1963 en protesta per l'assassinat de monjos budistes per part del govern de Ngô Đình Diệm amb el suport dels EUA. La fotografia també apareix a la coberta de l'àlbum homònim Rage Against the Machine.
«Killing in the name» es va publicar originàriament com a part d'un casset de 12 cançons autoeditat. La cançó va ser objecte d'una notable difusió a l'estranger i va impulsar la popularitat del grup a Europa. Després de signar amb Epic Records, Rage Against the Machine va publicar el seu àlbum de debut homònim el 12 de novembre de 1992, i va ser certificat triple platí. El videoclip, produït i dirigit per Peter Gideon, un estudiant de guitarra de Tom Morello que tenia una càmera de vídeo, es va rodar durant dos concerts a Los Angeles, al Whisky a Go Go i al Club With No Name. Publicat el desembre de 1992, la versió sense censura del videoclip es va difondre a la MTV europea, però va ser prohibida a la MTV estatunidenca a causa de la seva lletra explícita. Rage Against the Machine va interpretar la cançó en directe l'any 1999 al festival de Woodstock, cremant la bandera dels Estats Units durant l'actuació.
Com a part de la guerra dels Estats Units contra el terrorisme, la cançó va ser utilitzada als interrogadors militars al camp de detenció de Guantánamo. La música es va fer sonar a un nivell de volum dolorós durant hores i hores, com una forma de tortura psicològica. «El fet que la música que vaig ajudar a crear s'utilitzi en crims contra la humanitat em dol», va assenyalar Morello.
El 2007, «Killing in the name» va merèixer el lloc 89 a la llista de Guitar World dels «100 Greatest Guitar Solos». El 2010, New Statesman la va incloure com el número 12 de la seva llista de les «20 millors cançons polítiques» segons la votació de l'Associació d'Estudis Polítics.
Com a part del supergrup Audioslave, el guitarrista Tom Morello va incorporar instrumentals de Rage Against the Machine incloent versions de «Killing in the name» a les seves actuacions. El 2012, Morello va exigir al dretà Partit de la Independència del Regne Unit que deixés d'utilitzar «Killing in the name» als seus mítings polítics. Després de les eleccions dels Estats Units del 2020, un vídeo de manifestants pro-Trump ballant «Killing in the name» es va compartir àmpliament a les xarxes socials. Rage Against the Machine va respondre en un tuit: «No ho entenen, oi?». Durant les protestes a Xile de 2019 la cançó es va versionar amb la lletra modificada al·ludint a l'abús de la violència per part de la policia per a reprimir manifestants pacífics.

## Músics
- Zack de la Rocha - veu principal
- Tom Morello – guitarra
- Tim Commerford - baix i cors
- Brad Wilk - bateria